# Correggio (stad)
Correggio is een gemeente in de Italiaanse provincie Reggio Emilia (regio Emilia-Romagna) en telt 25.752 inwoners (31-12-2013). De oppervlakte bedraagt 77,8 km², de bevolkingsdichtheid is 331 inwoners per km².
De volgende frazioni maken deel uit van de gemeente: Budrio, Canolo, Fazzano, Fosdondo, Lemizzone, Mandrio, Mandriolo, Prato, San Biagio en San Martino.

## Demografie
Correggio telt bijna 26000 inwoners, een stijging met 28% van 1991 t/m 2013 volgens ISTAT.
| Jaar | Inwoneraantal |
| ---- | ------------- |
| 1991 | 20.113        |
| 2001 | 20.604        |
| 2004 | 21.953        |
| 2013 | 25.752        |

## Geografie
Correggio grenst aan de volgende gemeenten: Bagnolo in Piano, Campagnola Emilia, Campogalliano (MO), Carpi (MO), Novellara, Reggio Emilia, Rio Saliceto en San Martino in Rio.

## Galerij

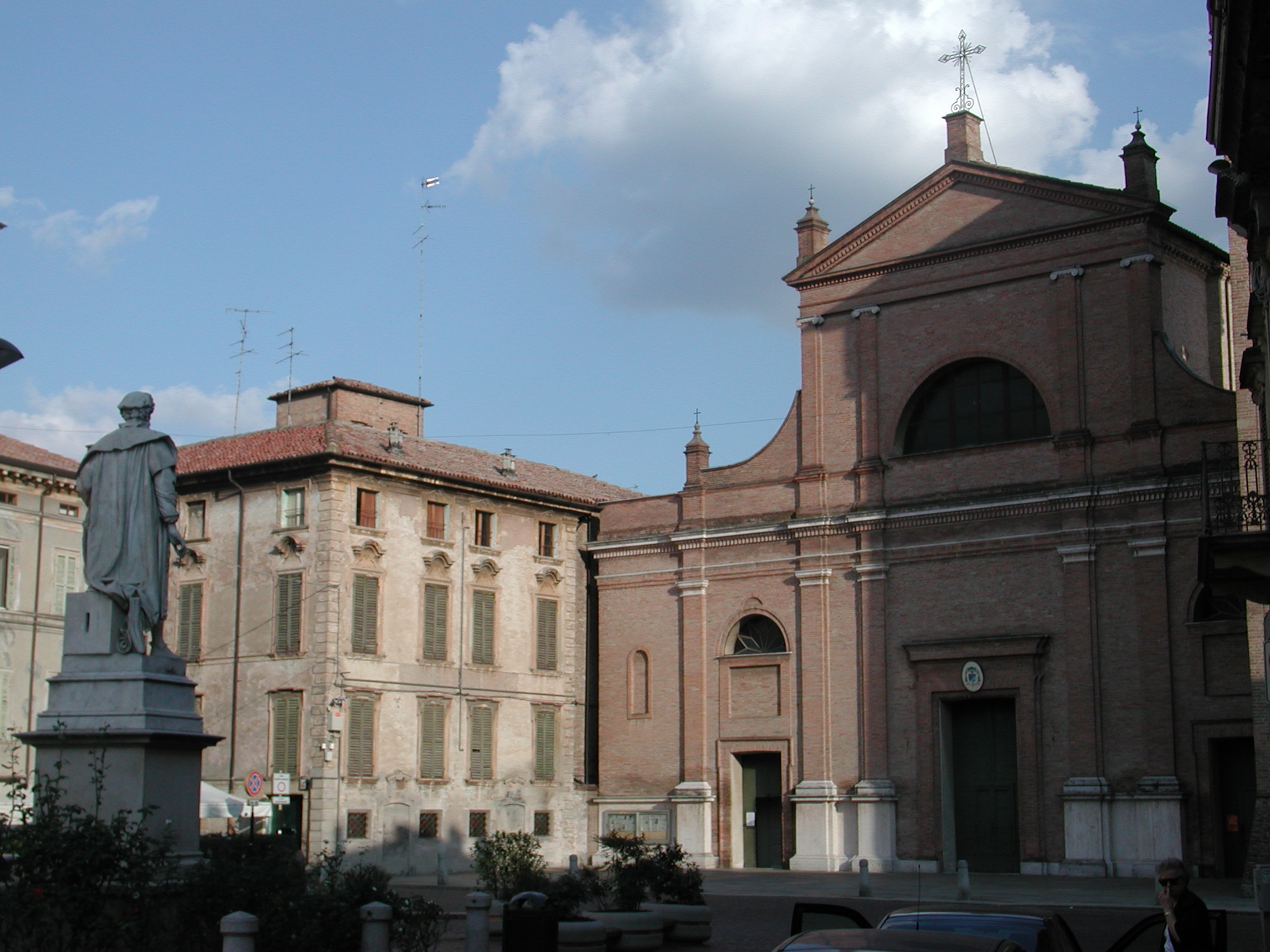
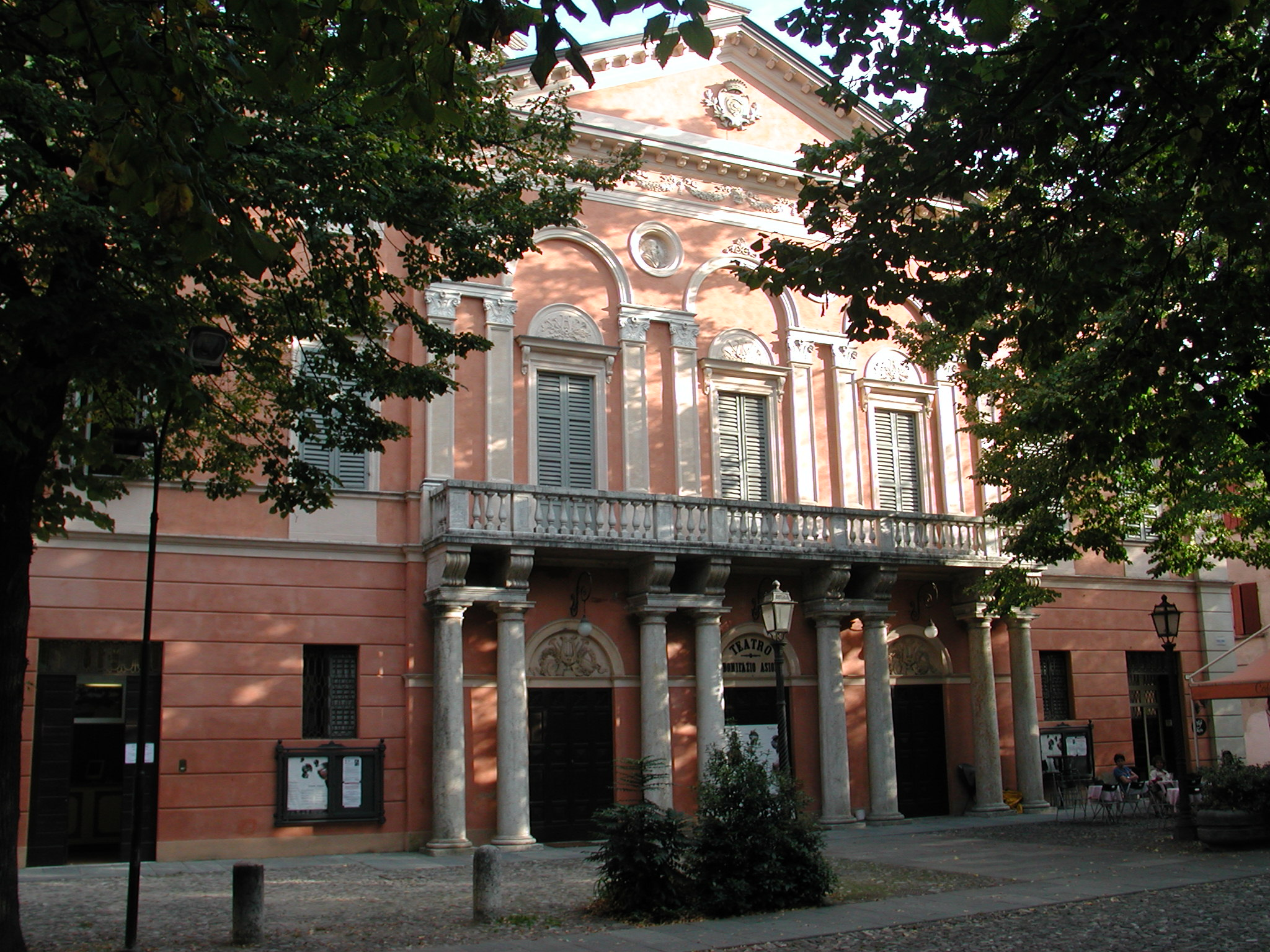
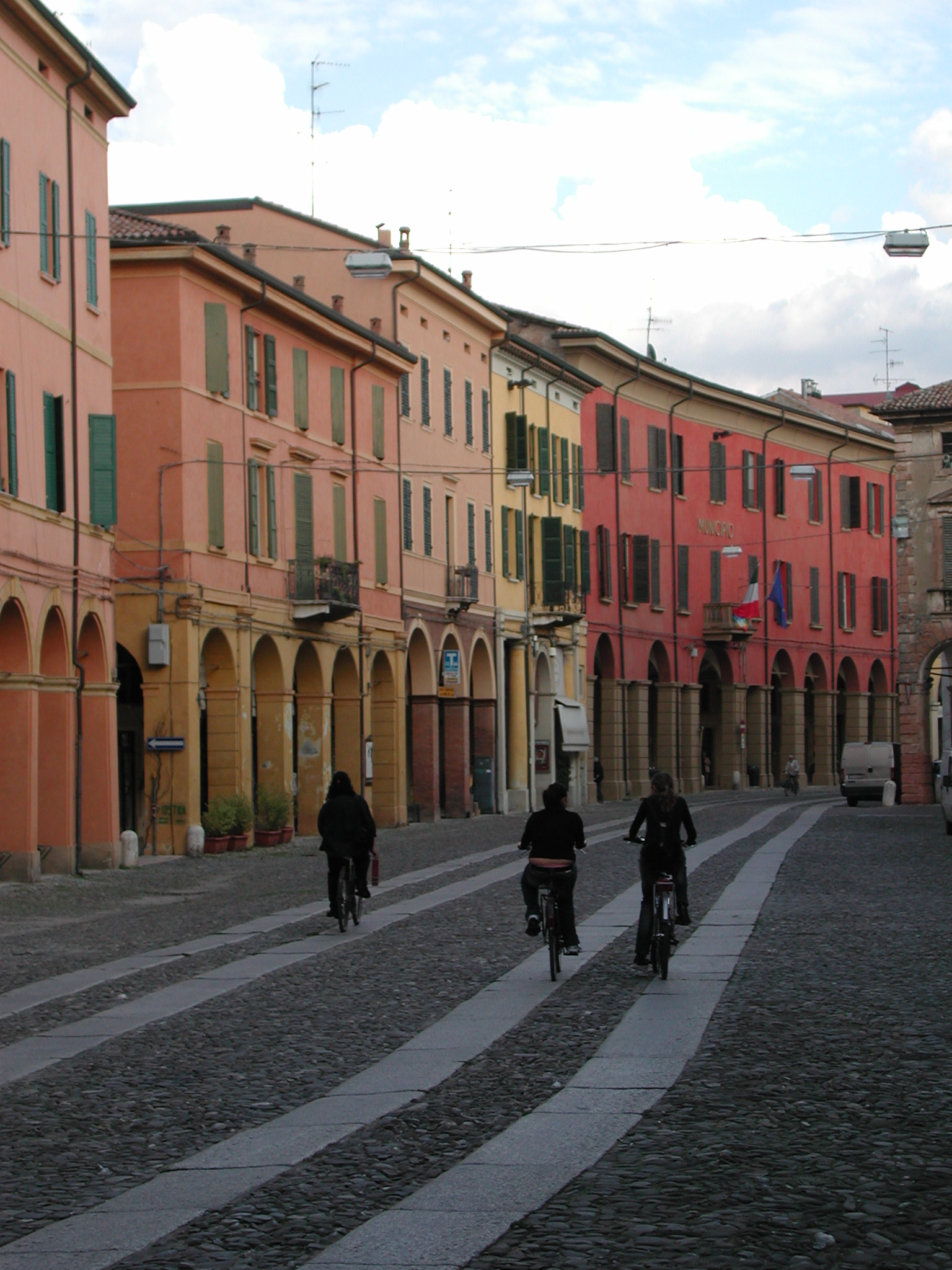
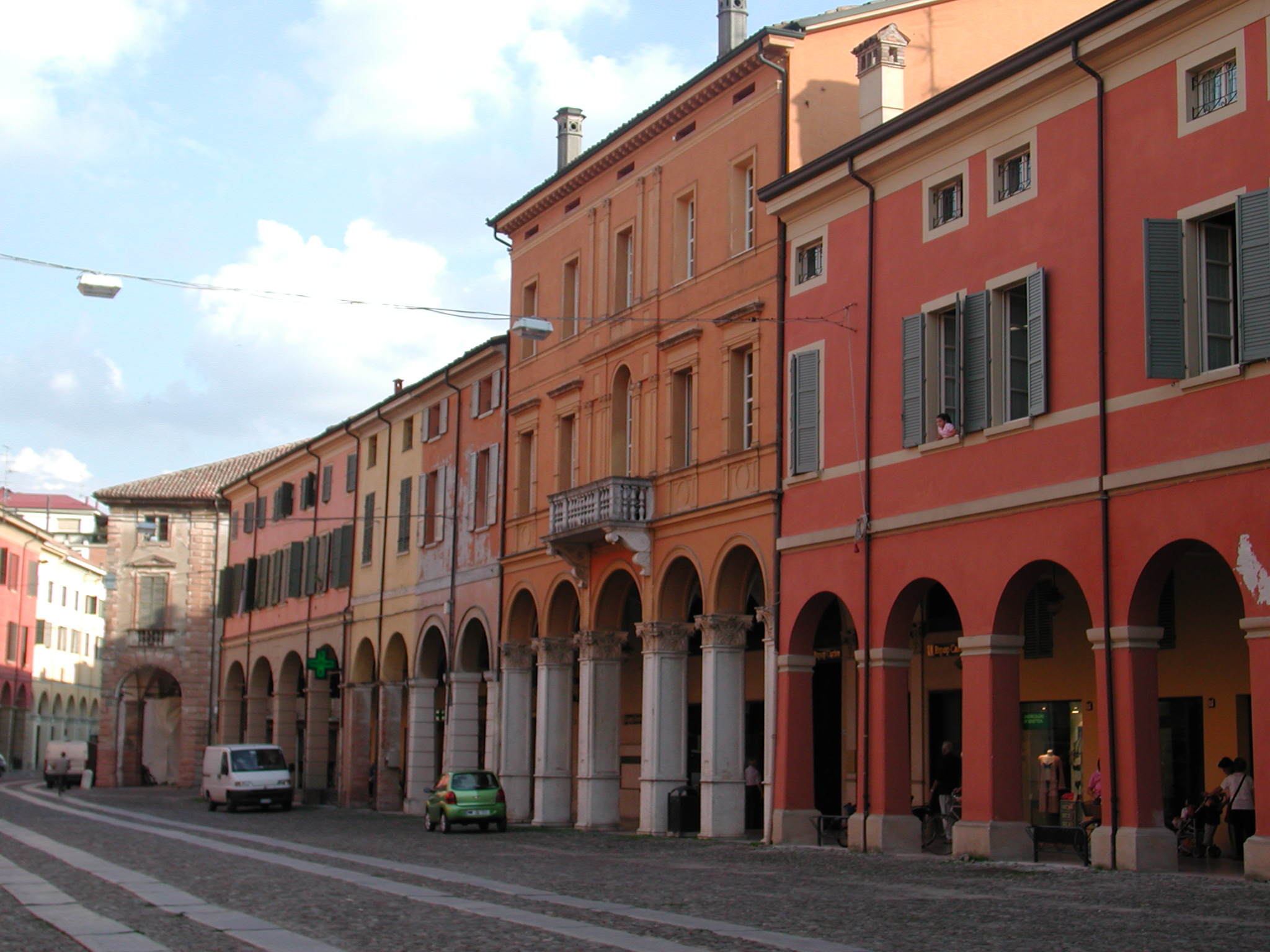
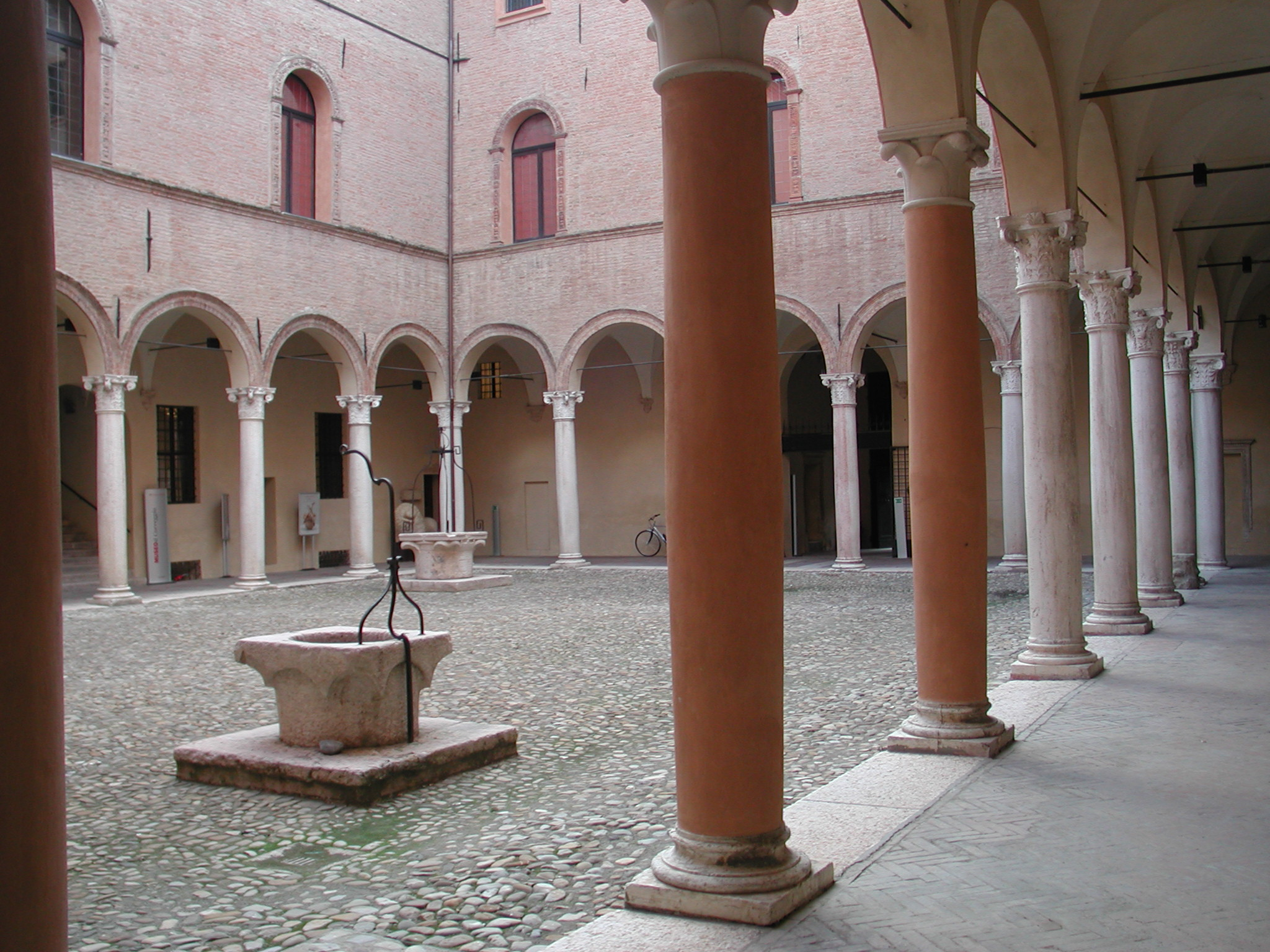

## Geboren
- (Antonio da) Correggio (1489-1534), kunstschilder
- Loris Malaguzzi (1920-1994), pedagoog
- Salvatore Bagni (1956), voetballer
- Andrea Griminelli (1959), fluitist
- Luciano Ligabue (1960), zanger
- Gabriella Pregnolato (1971), wielrenster
- Daniele Adani (1974), voetballer